# Célula de bigorna de diamante

Esquema de uma célula de bigorna de diamante

Uma célula de bigorna de diamante (CBD) é um dispositivo de alta pressão utilizado em experimentos científicos. Permite a compressão de um pedaço pequeno de material (sub-milímetro) a pressões extremas, tipicamente até cerca de 100-200 gigapascals, embora seja possível atingir pressões até 770 gigapascals (7.700.000 bar/7,7 milhões de atmosferas).
O dispositivo foi usado para recriar a pressão existente no interior dos planetas para sintetizar materiais e fases não observadas sob condições ambientais normais. Exemplos notáveis incluem o gelo não molecular X, nitrogênio polimérico e fases metálicas de xenônio e hidrogênio.